# Ala-Archa
Ala-Archa (kirg. Ала-Арча) – rzeka przepływająca przez rejon Alamüdün w obwodzie Czujskim w Kirgistanie. Źródło rzeki zlokalizowane jest na północnych zboczach Gór Kirgiskich, skąd płynie na północ i wpływa do rzeki Czu w dolinie Czujskiej. Ala-Archa ma 78 kilometrów długości, powierzchnia dorzecza wynosi 233 kilometrów kwadratowych. Woda w rzece pochodzi głównie z roztopionych lodowców i śniegu.